# David Kemp (wielrenner)
David Kemp (Toowoomba, 10 april 1984) is een Australisch voormalig professioneel wielrenner. Hij reed voor Fly V Australia en Veranda's Willems-Accent, maar verdween na drie seizoenen al uit het profpeloton. In 2010 eindigde hij als tweede op het Australische kampioenschap op de weg, op 31 seconden na Travis Meyer.

## Belangrijkste overwinningen
2007
- 1e etappe Ronde van de Pyreneeën

2010
- Ronde van Taihu

## Ploegen
- 2009-Fly V Australia-Virgin Blue
- 2010-Fly V Australia
- 2011-Veranda's Willems-Accent

Caethoven · D.Cappelle · De Vocht · De Wilde · Degand · Drucker · Goris · Habeaux · Kemp · Scheirlinckx · Schmitz · Van den Houte · van Dijk · Van Goolen · van Groen · Van Melsen · Vanlandschoot · Venter · Verbist · Vernaeckt · Hollander (stagiair) · Van Den Noortgate (stagiair)